# Boëge
Boëge ist eine französische Gemeinde im Département Haute-Savoie in der Region Auvergne-Rhône-Alpes. Sie gehört zum Kanton Sciez im Arrondissement Thonon-les-Bains.

## Geographie
Boëge liegt auf 738 m, etwa 20 Kilometer östlich der Stadt Genf (Luftlinie). Das Dorf erstreckt sich im Vallée Verte in einer offenen Talweitung, die von der Menoge durchflossen wird, am Ostfuß der Bergkette Les Voirons in den nordwestlichen Savoyer Alpen.
Die Fläche des 16,00 km² großen Gemeindegebiets umfasst einen Abschnitt des Vallée Verte. Das von der Menoge entwässerte Tal ist in Richtung Nordost-Südwest orientiert und besitzt bei Boëge einen mehr als 1 km breiten flachen Talboden. Hier mündet von Norden her der Seitenbach Brevon, ebenfalls aus einem breiten Tal. Nach Südosten erstreckt sich das Gemeindeareal auf den Waldhügel Le Perret (1072 m). Im Nordwesten umfasst das Gebiet das Tal des Brevon und reicht auf die Höhen bei Saxel (bis 1200 m) sowie auf den dicht bewaldeten Kamm von Les Voirons, auf dem mit 1480 m die höchste Erhebung von Boëge erreicht wird.
Zu Boëge gehören die Weilersiedlungen Riondy (765 m), Les Combes (790 m), Les Perriers (752 m) und Chez Layat (870 m), alle am Ostfuß von Les Voirons gelegen. Nachbargemeinden von Boëge sind Bons-en-Chablais und Saxel im Norden, Burdignin und Villard im Osten, Bogève und Saint-André-de-Boëge im Süden sowie Cranves-Sales und Saint-Cergues im Westen.

## Geschichte
Boëge wird im 12. Jahrhundert unter dem Namen Boatium urkundlich erwähnt. Die Gemeinde war von 1860 bis 2015 Hauptort des Wahlkreises (Kantons) Boëge, der 1939 vom Arrondissement Bonneville zum Arrondissement Thonon-les-Bains wechselte.

## Sehenswürdigkeiten
Sehenswert sind die Kirche Saint-Maurice im gotischen Flamboyantstil und das Monastère de Bethléem am Osthang von Les Voirons.

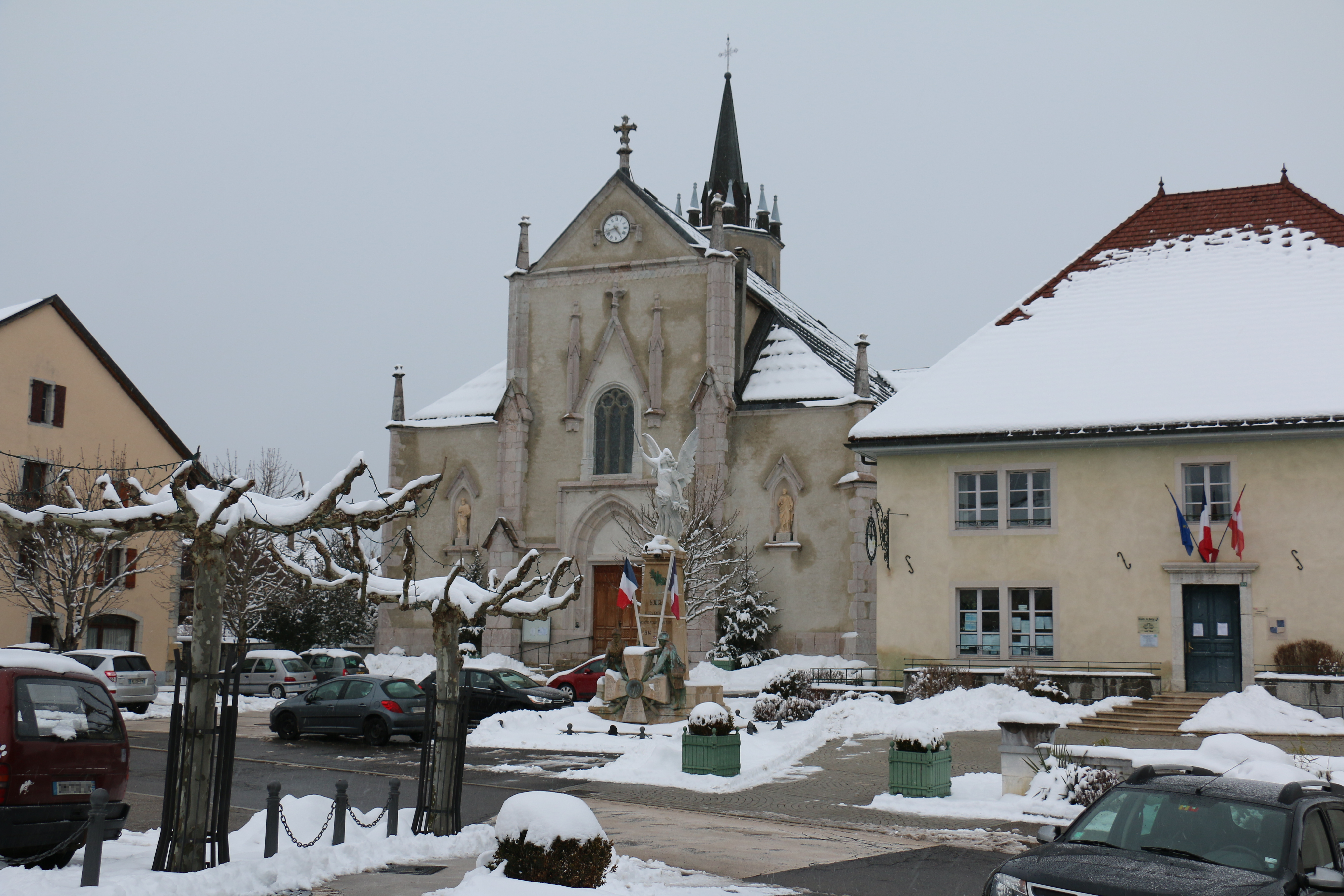
Kirche Saint-Maurice
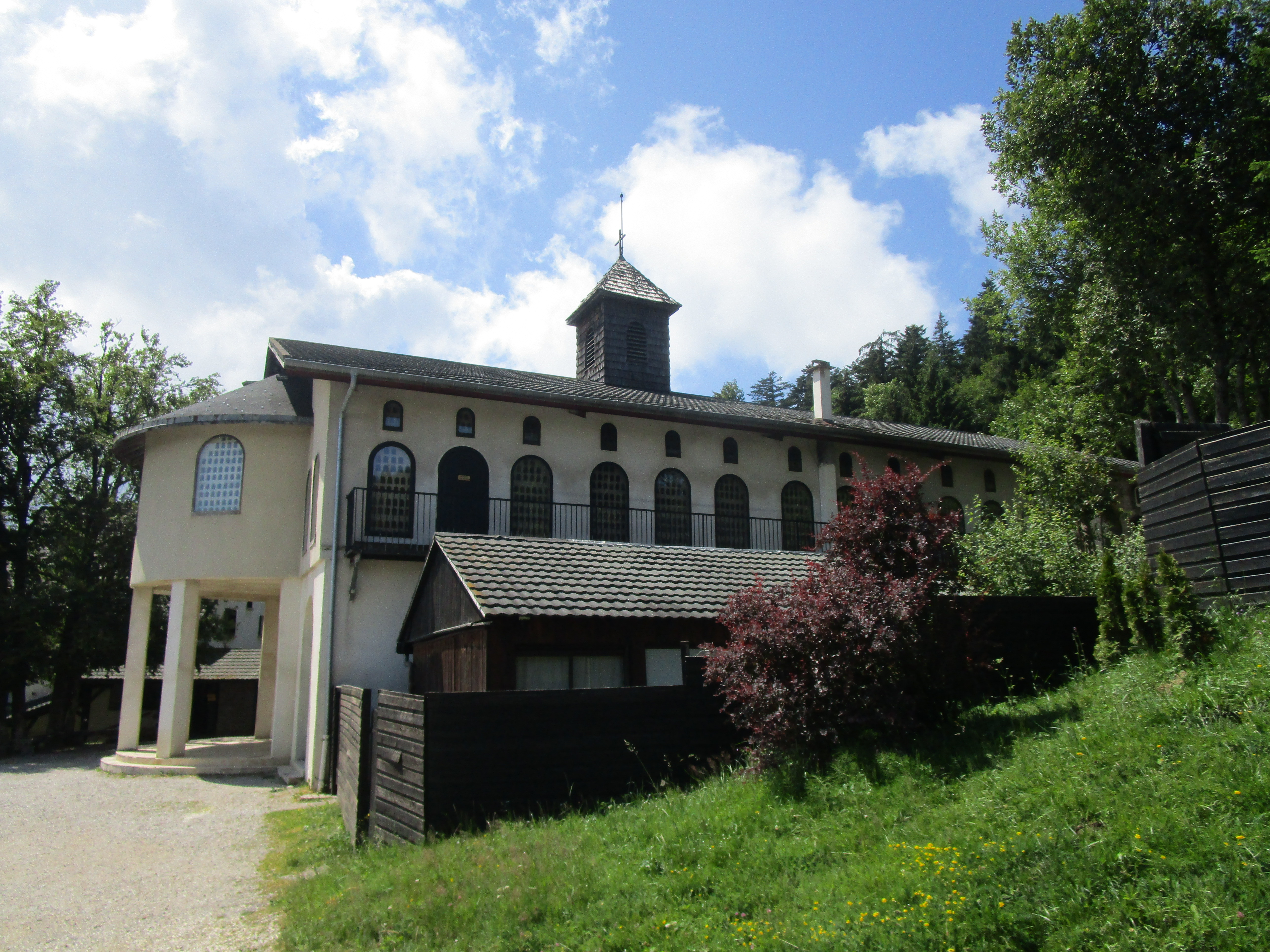
Monastère de Bethléem
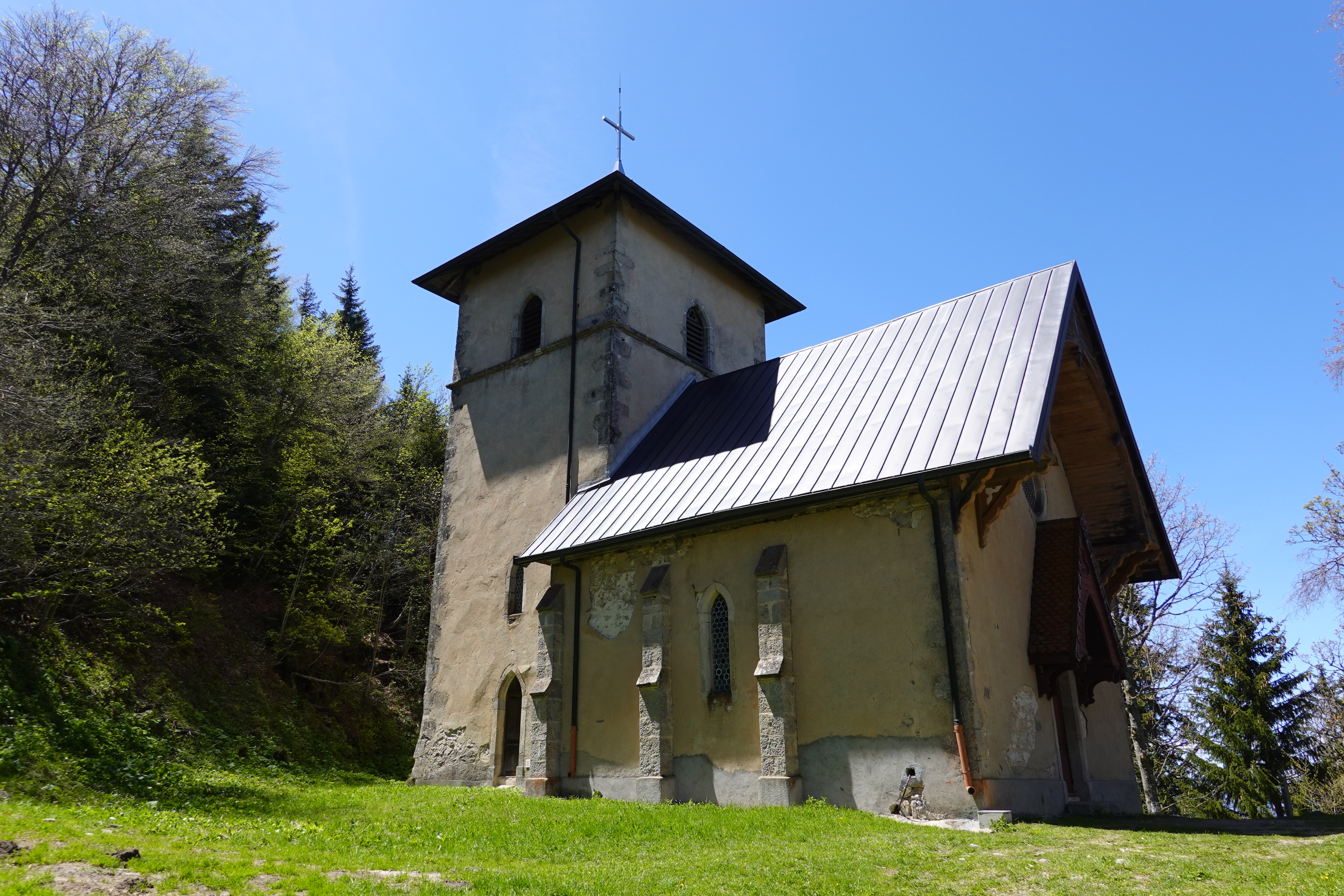
Kapelle Notre-Dame-des-Voirons

## Bevölkerung
| Jahr                       | 1962 | 1968 | 1975 | 1982 | 1990 | 1999 | 2006 | 2013 | 2020 |
| Einwohner                  | 744  | 843  | 724  | 1025 | 1267 | 1415 | 1525 | 1697 | 1870 |
| Quellen: Cassini und INSEE |      |      |      |      |      |      |      |      |      |

Mit 1938 Einwohnern (Stand 1. Januar 2022) gehört Boëge zu den kleineren Gemeinden des Départements Haute-Savoie. Seit Mitte der 1970er Jahre wurde dank der schönen Wohnlage ein kontinuierliches starkes Wachstum der Einwohnerzahl verzeichnet. Außerhalb des alten Dorfkerns entstanden zahlreiche Einfamilienhäuser.

## Wirtschaft und Infrastruktur
Boëge war bis weit ins 20. Jahrhundert hinein ein vorwiegend durch die Landwirtschaft und die Forstwirtschaft geprägtes Dorf. Heute gibt es verschiedene Betriebe des lokalen Klein- und Mittelgewerbes. Zahlreiche Erwerbstätige sind Wegpendler, die in den größeren Ortschaften der Umgebung, vor allem im Raum Genf-Annemasse, ihrer Arbeit nachgehen.
Die Ortschaft liegt abseits der größeren Durchgangsstraßen an einer Verbindungsstraße von Thonon-les-Bains über den Col de Cou nach Fillinges. Weitere Straßenverbindungen bestehen mit Bons-en-Chablais (über den Col de Saxel) und mit Burdignin.

## Persönlichkeiten
- Michée Chauderon (1602–1652), letzte Frau, die in Genf als Hexe hingerichtet wurde